# Губернський секретар

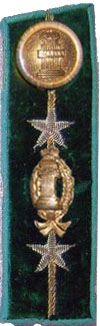
Петлицi губернського секретаря Міністерства юстиції

Губе́рнський секрета́р — чин 12-го класу у цивільній службі Російської імперії. Запроваджений 1722 російським імператором Петром I Романовим.
Кандидат на присвоєння чину не обов'язково мав бути дворянином.
Під час поглинання Гетьманщини 1781 року, представники козацької старшини отримували чини Російської імперії, згідно з Табелем про ранги. Козацький сотник ставав у Російській імперії саме губернським секретарем.
У російському війську цей ранг відповідав підпоручнику, кавалерійському корнету чи хорунжому козацьких військ, на флоті (1764—1884) — мічману.

## Відзнаки чину
Відзнаки свого чину губернські секретарі носили на петлицях (поздовжніх чи поперечних погонах) з однім просвітом, де було розміщено по дві зірочки. Також на петлицях та погонах розміщувалися арматура (емблема) відомства до якого відносився чиновник.